# Plutonaster agassizi
Plutonaster agassizi är en sjöstjärneart som beskrevs av Addison Emery Verrill 1880. Plutonaster agassizi ingår i släktet Plutonaster och familjen kamsjöstjärnor.

## Underarter
Arten delas in i följande underarter:
- P. a. notatus
- P. a. agassizi